# جوزف نلبنديان
جوزف نلبنديان (1919 – بعد 1985) هو لاعب كرة قدم ومدرب لبناني سابق.
خلال ثلاثينيات وأربعينيات القرن العشرين، لعب نلبنديان كحارس مرمى لنادي السكة الحديد والمرفأ وحلمي سبور والحكمة والهومنتمن والنهضة على مستوى الأندية. كما مثّل لبنان على المستوى الدولي.
درب نلبنديان نادي الهومنتمن ما بين 1947 و 1972، ودرب لبنان خلال الخمسينيات والستينيات. وكان عضوا في اللجنة الإقليمية للهومنتمن بين عامي 1965 و 1971. وشغل منصب الأمين العام للاتحاد اللبناني لكرة القدم بين عامي 1967 و 1985.

## الإنجازات

### الإنجازات التدريبية
الهومنتمن بيروت
- الدوري اللبناني الممتاز: 1947–48، 1950–51، 1954–55، 1962–63، 1968–69
- كأس لبنان: 1947–48، 1961–62

لبنان
- كرة القدم في ألعاب البحر الأبيض المتوسط المركز الثالث: 1959
- كأس العرب المركز الثالث: 1963